# نوا (سم الکساندر)
نُوا با نام اصلی سم الکساندر (به انگلیسی: Sam Alexander)، یک شخصیت خیالی ابر قهرمان در کتاب‌های کامیک منتشر شده توسط مارول کامیکس است. شخصیت او یکی از اعضای نیروی پلیس بین کهکشانی با عنوان نوا کورپس است که در سال ۲۰۱۱ توسط نویسنده جف لوئب و هنرمند اد مک‌گینس بر اساس نوای اصلی یعنی ریچارد رایدر خلق شده است. نسخهٔ سم الکساندر این شخصیت برای اولین بار در مارول پوینت وان در نوامبر ۲۰۱۱ معرفی شد، قبل از حضور در مجموعه خودش که در فوریه ۲۰۱۳ آغاز شد. در سال ۲۰۲۲ تأیید شد مارول پروژه نوا/سم الکساندر را با نویسندگی صابر پیرزاده خواهد ساخت ولی معلوم نشد فیلم خواهد بود یا سریال.

## تاریخ انتشار
پس از debuting در یک نقطه والکساندر به نظر می‌رسد در Avengers vs. X-Men #1 (مارس ۲۰۱۲) و #۱۲ (اکتبر ۲۰۱۲). او در حال حاضر ستاره در نوا, دوره ۵، نوشته شده توسط جف لوئب با هنر توسط Ed McGuinessکه عرضه ۲۰ فوریه 2013. شخصیت است که پس از لوئب پسر سام که در اثر سرطان استخوان در سال ۲۰۰۵.

## زندگینامه ساختگی شخصیت
سم الکساندر پسری پانزده ساله، که همراه با پدر، مادر و خواهر کوچکش در کیرفری، آریزونا زندگی می‌کند. پدرش یک، که اغلب در مورد او قرار است زندگی به عنوان یک نوا یوزباشی و ثواب وظایف خود را به عنوان سرایدار در مدرسه پسر. مادر سم زنی خانه‌دار است. در طول این سری به این مسئله اشاره می‌شود که مادر سم، چیزی در مورد شیوه زندگی شوهر قهرمان قبلی اش، می‌داند. هنگامی که سم برای پیدا کردن پدرش که مفقود شده است از مدرسه به خانه می‌آید، به‌طور تصادفی زخمی شده و پس از آن در یک بیمارستان از خواب بیدار می‌شود. در آنجا با استقبال راکت راکون و گامورا مواجه می‌شود که برای سم آشکار می‌کنند پدرش واقعاً در نوا کورپس بوده است. پس از قرار دادن بر روی کلاه ایمنی سام سفر به ماه جلسه Uatu the Watcherکه نشان می‌دهد یک ناوگان از کشتی. پس از بازگشت به زمین او reunites با راکت راکون و گامورا که در قطار و به او بگویید که برای دیده‌بانی چیتاوری ناوگان.
مدتی بعد سم تبدیل به یک نوا قبل از خط داستانی انتقام‌جویان علیه مردان ایکس می‌شود. او در یک مأموریت برای هشدار دادن به سیارات در مسیر ققنوس آن را در حال آمدن است. او سقوط بر روی زمین است اما قادر به ارائه هشدار دهنده است.
پس از دوره نقاهت نوا به انتقام‌جویان و مردان ایکس، در مقابل سایکلاپس می‌پیوندد که تبدیل به دارک فینکس شده است. سپس ثور از او می‌خواهد به انتقام‌جویان ملحق شود. Avengers.
در راه خانه خود را، سام کمین توسط دیاموندهد (که خرس کینه در برابر سام سلف ریچارد رایدر). سام شکست دیاموندهد با شانس و برگ تبه کار سرگردان در صحرا.
در «گناه اصلی» داستان‌های سام اسکندر شروع به منعکس کننده بر روی ابرقهرمان خود را حرفه‌ای. سام می‌رود برای یک روز دیگر از آموزش با Uatu فرشته در فرشته را ماه پایه. سکندری در اطراف محل کار او به پایان می‌رسد تا پیدا کردن Uatu سلاح‌های ذخیره‌سازی. سام می‌پرسد در مورد برخی از آنها و Uatu به او منشأ داستان از ناظران است. او نشان می‌دهد و حتی سام آنچه او به تماشای در Multiverse همه آن را با استفاده از نوا کلاه. سام نیز می‌آموزد که Uatu بود و محکمی که در اصل به فناوری هسته‌ای به Prosilicans. Uatu را در جستجوی جهان‌های موازی است که با انگیزه‌های تمایل به پیدا کردن یک جهان که در آن پدر خود عمل خیریه شد ثابت می‌شود درست انجام. Uatu همچنین نشان می‌دهد که پدر او جسی الکساندر زنده است. سام برگ مبارک.

## جمع‌آوری نسخه‌های
- نوا Vol. 1: مبدأ (جمع‌آوری نوا Vol 5 #1-5 نقطه یکی #۱ (نوا داستان), Marvel در حال حاضر! یک نقطه #۱ (نوا داستان)) سپتامبر ۲۰۱۳, شابک ‎۹۷۸-۰-۷۸۵۱-۶۶۰۵-۴
- نوا Vol. 2: Rookie فصل (جمع‌آوری نوا Vol 5 #6-9, #10 (یک داستان)) مارس ۲۰۱۴, شابک ‎۹۷۸-۰-۷۸۵۱-۶۸۳۹-۳
- نوا Vol. 3: نوا جسد (جمع‌آوری نوا Vol 5 #10 (B), #11-16) ژوئن ۲۰۱۴, شابک ‎۹۷۸-۰-۷۸۵۱-۸۹۵۷-۲
- نوا Vol. 4: گناه اصلی (جمع‌آوری نوا Vol 5 #17-22) ژانویه ۲۰۱۵, شابک ‎۹۷۸-۰-۷۸۵۱-۸۹۵۸-۹
- نوا Vol. 5: محور (جمع‌آوری نوا Vol 5 #23-27) آوریل ۲۰۱۵, شابک ‎۹۷۸-۰-۷۸۵۱-۹۲۴۱-۱
- نوا Vol. 6: بازگشت به خانه (جمع‌آوری نوا Vol 5 #28-31 سالانه #۱) نوامبر ۲۰۱۵, شابک ‎۹۷۸-۰-۷۸۵۱-۹۳۷۵-۳

## در دیگر رسانه‌ها

### تلویزیون
- سام الکساندر تجسم نوا به نظر می‌رسد در Ultimate Spider-Manابراز شده توسط لوگان میلر.[۱۰][۱۱] این نسخه بدون خانواده است و گذشته از نوا سپاه با توجه به عضو سابق تیتوس پاک کردن بقیه از تلاش برای به دست آوردن یکی دیگر از کلاه ایمنی است. او آموزش دیده بود توسط راکت راکون پیوست و به عنوان یک عضو از Guardians of the Galaxy (استار-لردهای گاموراهای Drax the Destroyerو Groot). او در سمت چپ این تیم به زمین پیوست و یک تیم از شیلد کارآموزان متشکل از قدرت مردبا مشت آهنینبا ببر سفید و مرد عنکبوتی. او به عنوان مرد عنکبوتی را دوستانه رقیب در تیم است. در فصل سوم او باز خود را پر قدرت به عنوان نخست نوا. برای بسیاری از فصل چهارم او در یک مأموریت برای محافظت از جولیا نجار با نیک خشم و بازده در «عامل وب» آوردن مواد است که صرفه جویی خواهد شد جولیا از Hydra قبل از سقوط در کما است. نوا بعد از بهبود.
- سام الکساندر نسخه نوا به نظر می‌رسد در Marvel Disk Wars: The Avengersبا ابراز شده توسط Suganuma Hisayoshi.

### بازی‌های ویدئویی
- سام الکساندر نسخه نوا به نظر می‌رسد به عنوان یک دانلود جایگزین لباس برای نوا (ریچارد رایدر) در Ultimate Marvel vs. Capcom 3.
- سام الکساندر نسخه نوا در دسترس است به عنوان محتوای قابل دانلود برای بازی بزرگ سیاره کوچکبه عنوان بخشی از "مارول لباس کیت 5".[۱۲]
- سام الکساندر نسخه از نوا یک شخصیت قابل پخش در موبایل قهرمانان مارولبا لوگان میلر reprising خود صحبت کند.[۱۳]
- سام الکساندر نسخه نوا به نظر می‌رسد در Disney Infinity: Marvel Super Heroesبه عنوان بخشی از Ultimate Spider-Man Playset بسته یک بار دیگر ابراز شده توسط Logan Miller.
- سام الکساندر نسخه از نوا یک شخصیت قابل پخش در فیس‌بوک بازی Marvel: Avengers Alliance.
- سام الکساندر نسخه نوا به نظر می‌رسد به عنوان یک شخصیت قابل پخش در لگو انتقامجویان مارول.
- سام الکساندر نسخه نوا به نظر می‌رسد به عنوان یک شخصیت قابل پخش در آگهی متنی پازل تلاش و تحقیق.

### اسباب بازی
- نوا برجسته در Marvel Super Heroes LEGO تم بر اساس ظاهر خود را در مجموعه تلویزیونی مرد عنکبوتی نهایی.[۱۴]
- نوا، در دسترس بود در نهایی مرد عنکبوتی ۶ اینچ toyline در سال ۲۰۱۳ است.[۱۵]
- نوا در دسترس است برای Disney Infinity 2.0 بازی‌های ویدئویی به عنوان یک چهره و شخصیت‌های قابل پخش.[۱۶]

### کتاب
در این کتاب کودکان «مرد عنکبوتی: حمله قهرمانان» نوا ذکر شده است به عنوان داشتن تیمی با مرد عنکبوتی چندین بار. نوا در میان قهرمانان جایگزین آفتابپرست. این باعث می‌شود بسیاری به این باور جایگزین قهرمانان (مرد آهنی با چیزی و بی‌باک) را «بد» است. نوا است که بعد از آزاد توسط مرد عنکبوتی.

## دریافت
اولین شماره از نوا عرضه به بررسی مثبت از جمله نمره کامل در IFanboy.com. بررسی برای چندگانگی کمیک متی میلیخوف به نام سری a «و نه چشم‌انداز هیجان انگیز» داد و این موضوع را یک «خرید» امتیاز اما تمسخر خود را به قدم زدن.